# Сомбреро (Ангилья)
Сомбреро (англ. Sombrero) — самый северный остров Малых Антильских островов, является частью британской заморской территории Ангилья. Остров расположен в 54 км (34 мили) к северо-западу от Ангильи. Расстояние до острова Дог-Айленд, следующего ближайшего острова Ангильи, составляет 38 километров (24 мили).
Сомбреро имеет длину 1,67 км (1826,33 ярда) с севера на юг и ширину 0,38 км (415,57 ярда). Площадь острова составляет 0,38 км² (93,90 акра). Первоначально, если смотреть с моря, остров имел форму шляпы сомбреро, но в результате добычи гуано на острове остались обрывистые берега и относительно плоская вершина, высота которой составляет 12 м (39 футов) над уровнем моря. Поверхность острова неровная, растительность скудная.
К 1870 году добыча гуано давала около 3000 тонн фосфатов в год. К 1890 году запасы фосфатов были исчерпаны.

## История
В 1814 и 1825 годах британский геолог исследовал остров и обнаружил, что он изобилует гуано, и сообщил об этом британскому правительству.
В 1856 году американцы заявили права на остров и за очень короткий период времени добыли 100 000 тонн фосфатов, которые служили удобрением для истощённых земель южных штатов.
Позже вмешались британцы и потребовали от США компенсации за оккупацию. Противоречивые претензии на остров были урегулированы в пользу Великобритании в 1867 году.
С начала 1870-х до 1885 года горный инженер из Корнуолла Томас Корфилд был суперинтендантом Сомбреро. В его обязанности входила организация транспортировки гуано в место, удобное для погрузки лихтеров, чтобы доставить гуано к стоящим у острова кораблям, надзор за строительством вышек и машинных отделений, а также организация прокладки путей для вагонов, которые грузили на карьерах.
Рабочие, которые были чёрными, были набраны с разных островов и жили в деревянных хижинах в течение срока службы. Несбит, торговец в Филипсбурге, Синт-Мартен, предоставил припасы и провизию. Шхуна компании «Логос» доставляла рабочих в их дома на других островах и обратно, а также привозила припасы.
Дом управляющего представлял собой деревянное бунгало с широкой верандой вокруг дома. Раньше он жил там со своей семьёй, за исключением сезона ураганов. Дом смотрителя находился почти в центре острова, а вокруг него были сгруппированы другие деревянные постройки, а также помещения техников, кладовщиков и смотрителей маяка. На стороне, противоположной основным постройкам, находился небольшой дом смотрителя.
20 июля 1962 года, после разрушений, вызванных ураганом Донна в 1960 году, нынешний маяк был введён в эксплуатацию. Старая башня была снесена 28 июля 1962 года. Маяк расположен недалеко от центра острова и достигает высоты почти 166 футов (51 м) над уровнем моря. Он предупреждает суда, проходящие из Атлантического океана в Карибское море через пролив Анегада.

## Дикая природа
Остров известен эндемичным Sombrero ameiva, широко распространённым видом ящериц, которого легко увидеть на острове. Недавно обнаруженный карликовый геккон, Sphaerodactylus, может быть эндемичным и был предварительно назван карликовым гекконом Сомбреро. На острове также обитает анол на берегу Ангильи. На этом острове также обитает уникальная пчела.
Окружающие воды являются местами кормления биссовых черепах. В конце плейстоцена на острове обитала ныне вымершая гигантская черепаха Chelonoidis sombrerensis.
Сомбреро был определён BirdLife International как ключевая орнитологическая территория из-за размножения морских птиц. С 2018 года остров также внесён в список охраняемых Рамсарских угодий. Он поддерживает ряд объектов международного значения:
- Голуболицая олуша (Sula dactylatra): 27 пар (54 + птицы, 4 % популяции Карибского бассейна) 2002 г.
- Бурая олуша (Sula leucogaster): 386 пар (772 + птицы, 5 % популяции Карибского бассейна) 1999 г.
- Бурокрылая крачка (Sterna anaethetus): 270 пар (540 птиц, 4 % карибской популяции) 1998 г.
- Обыкновенная глупая крачка (Anous stolidus): 700 пар (1400 птиц, 5 % популяции Карибского бассейна) 1998 г.
- Тёмная крачка (Onychoprion fuscata)

В середине июня 2021 года Национальный фонд Ангильи (ANT) запустил программу по избавлению острова Сомбреро от инвазивных мышей.